# توماس ريد كولين
توماس ريد كولين (بالإنجليزية: Thomas Reid Cullen)‏ هو سياسي كندي، ولد في 19 يناير 1904، وتوفي في 9 ديسمبر 1984.
في 1928 تزوج من بيرل بروك.